# 冯建华 (1958年)
冯建华（1958年12月—），山东诸城人，中国人民解放军中将。
曾任中国人民解放军军事科学院防化研究院政委，2011年任中国人民解放军总装备部政治部副主任。2013年，出任中国人民解放军总政治部干部部部长，2015年担任解放军选举委员会委员。2015年12月，升任中国人民解放军战略支援部队政治工作部主任。
2017年晋升中将军衔。中国共产党第十九届中央委员会候补委员。